# 아마존 레드시프트
아마존 레드시프트(Amazon Redshift)는 더 큰 클라우드 컴퓨팅 플랫폼 아마존 웹 서비스의 일부를 형성하는 데이터 웨어하우스 제품이다. 대규모 병렬 처리(MPP) 데이터 웨어하우스 기업 ParAccel(나중에 Actian에 인수됨)의 기술에 기반을 두며 대규모 자료 집합과 데이터베이스 이관을 관리한다. 레드시프트는 컬럼 지향 DBMS에 저장되는 빅 데이터 데이터 집합의 분석 워크로드를 관리할 수 있다는 점에서 아마존의 다른 호스팅 데이터베이스 서비스인 아마존 관계형 데이터베이스 서비스(아마존 RDS)와는 구별된다.

## 같이 보기
- 아마존 오로라
- 아마존 다이나모DB
- 아마존 관계형 데이터베이스 서비스